# Torre Aragonesa
La Torre Aragonesa, o Torre del Port, és una torre de defensa situada a la plaça Cristòfol Colom, al port de la ciutat de Port de Torres, Sardenya.

## Història
Va ser construïda el 1325 per ordre de l'almirall de la Corona d'Aragó Francesc Carròs i de Cruïlles, que havia conquerit Sardenya. Tenia la funció de guaita i protecció del centre de la ciutat, situat aleshores a la zona del Monte Agellu. Al llarg dels segles va assumir diverses funcions: al segle xv va ser una duana amb funcions de control fiscal, al segle xvi va servir de baluard contra els atacs barbarescos; al XVII els guardians també van assumir el paper de control de les naus per evitar contagis de la pesta; al segle XX es va convertir en un far.
El 1583 ja estava malmesa pels atacs barbarescs, però no es van fer reparacions fins al 1628, que van ser incompletes, i el 1637 es van completar. també es va reparar els anys 1682, 1694 i 1720. El 1725 es va fer una reparació, documentada per una placa de marbre col·locada al costat sud-oest.
El 1761 es va nomenar l'últim alcaid de la torre, nomenat per la ciutat de Sàsser, i el 1818 es va suprimir el càrrec d'alcaid.

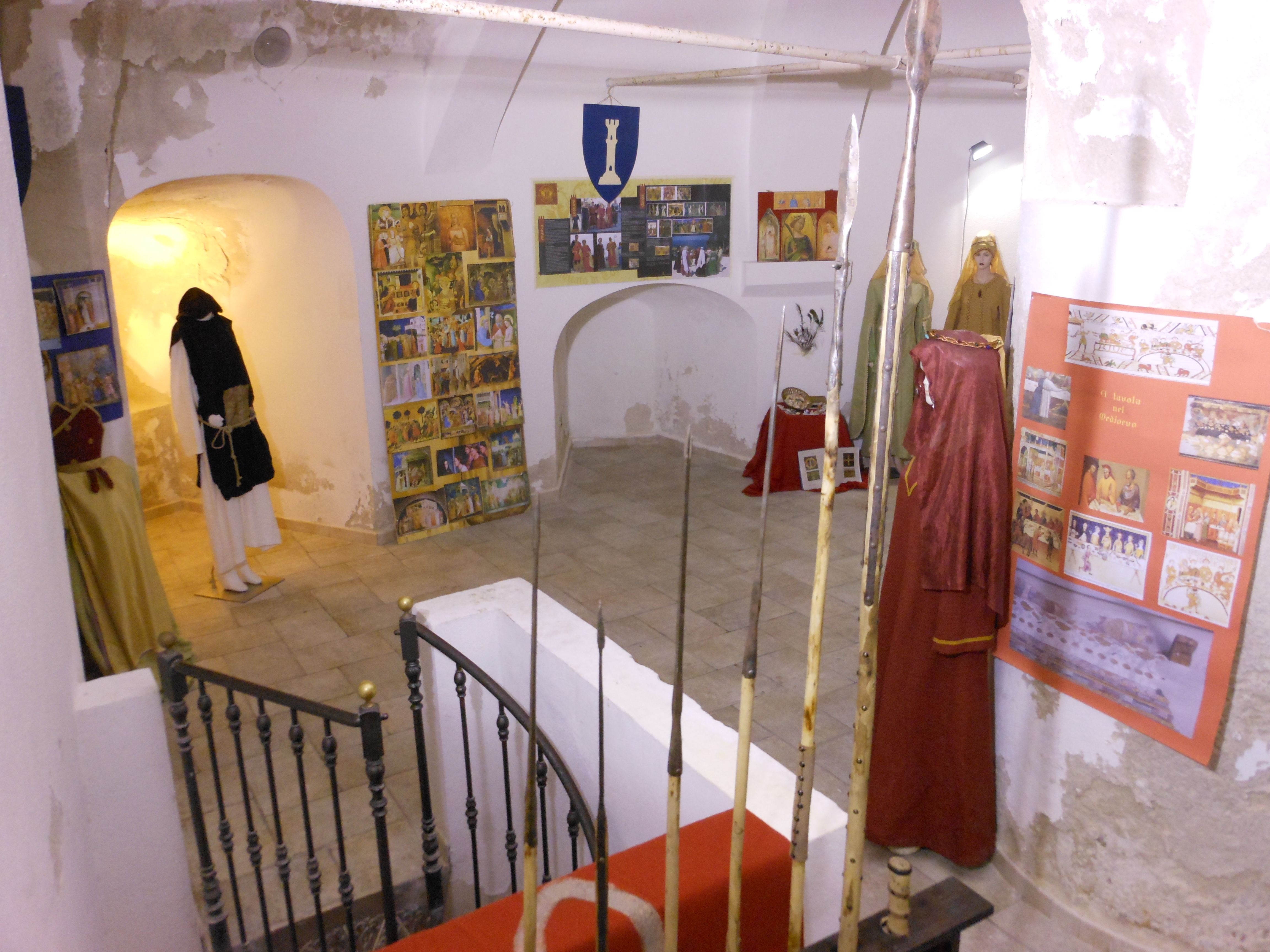
Sala del primer pis

## Descripció
De planta octogonal, recorda l'estil català. Fa 16 metres d'alçada i 15 d'amplada; cada costat mesura 5,8 m; la base té un sòcol atalussat d'1,8 m d'alçada. Es distribueix en tres plantes: cisterna, sala, a 7 m de la planta baixa, i terrassa. La sala té un perímetre circular amb un pilar de suport al centre i el sostre està format per la combinació d'una volta estrellada amb un creuer de creueria. A la maçoneria d'aquesta sala s'hi poden veure dues espitlleres, una llar de foc i dos trams d'escales. A sobre, hi ha la garita i un sistema de nuclis de paret sortints, sostinguts per mènsules.